# Joseba Arregui Aramburu
Joseba Arregui Aramburu (Andoáin, 30 de mayo de 1946 - Bilbao, 14 de septiembre de 2021) fue un teólogo, sociólogo, profesor universitario y político español.

## Biografía
Nacido en la localidad guipuzcoana de Andoáin, se formó en el Seminario Diocesano de San Sebastián y fue ordenado sacerdote. Después viajó a Friburgo (Suiza), donde estudió Teología y más tarde Pedagogía; se doctoró en Teología por la Universidad de Münster. Tras regresar a España, completó su formación con un doctorado en Sociología por la Universidad de Deusto. Profesor en la Escuela Diocesana de Magisterio y después de Sociología en la Universidad del País Vasco hasta su jubilación en 2011, fue un destacado militante del Partido Nacionalista Vasco (PNV) desde la dictadura franquista hasta 2004. Diputado por Guipúzcoa en el Parlamento Vasco de 1999 a 2001, durante los gobiernos del lehendakari José Antonio Ardanza fue secretario de Política Lingüística, consejero de Cultura y portavoz del Gobierno Vasco (1985-1995), además de miembro del Euzkadi Buru Batzar.
Abandonó la actividad política en 2001 y se dio de baja como militante del PNV en 2004 por desavenencias con el giro más nacionalista de la organización, que culminó, algún tiempo después, en el Plan Ibarretxe. El mismo 2004 cofundó 'Aldaketa', una plataforma política para impulsar un cambio político en el País Vasco y en defensa del Estatuto de Guernica.
Joseba Arregi fue también autor de varios libros, como La nación vasca posible (2000), Euskadi invertebrada (2000) y El terror de ETA: la narrativa de las víctimas (2015).